# Ortorettifica
L'ortorettifica costituisce la trasformazione proiettiva utile allo scopo di correggere un'immagine di tipo fotografico dalle deformazioni accorse nella fase di ripresa e da quelle connesse con la strumentazione utilizzata.
Tramite questo procedimento l'immagine viene riportata ad una prospettiva centrale dell'oggetto, con scala costante, così come in una restituzione ortografica.

## Deformazioni di una immagine fotografica
Una immagine fotografica può subire problemi di deformazioni dovuti alla ripresa (errori prospettici), tra i quali si può considerare l'obliquità dell'asse geometrico di ripresa (non è infatti una cosa assolutamente facile effettuare un volo rimanendo perfettamente alla stessa quota) e il fatto che l'oggetto considerato non sia planare, come ad esempio un territorio che presenta naturalmente dei rilievi.
Un'altra fonte di deformazioni è la strumentazione utilizzata per la fotografia: può infatti presentarsi il problema di una non perfetta planarità del sensore, così come avviene abbastanza frequentemente una distorsione radiale e tangenziale dell'obiettivo.
La deformazione legata all'obiettivo può essere scomposta in due componenti, una radiale ed una tangenziale, delle quali la prima varia man mano che ci si allontana dal centro, mentre la seconda  perpendicolarmente alla prima; la deformazione tangenziale viene generalmente trascurata, in quanto di diversi ordini di grandezza inferiore a quella radiale.

## Correzione delle distorsioni dovute all'apparato fotografico
Dato che, come già detto, la distorsione tangenziale è trascurabile rispetto a quella radiale, è possibile correggerla utilizzando opportune funzioni matematiche  (a "cuscino" o a "barilotto") che descrivono abbastanza bene questi problemi distorsivi.
È possibile avere informazioni circa la distorsione indotta dall'apparato fotografico consultando, nel caso di fotocamere metriche o comunque strumentazione di qualità, il certificato di calibrazione; diversamente, nel caso di fotocamere amatoriali, benché non abbia molto senso installare una digitale su un aereo per realizzare ortofoto, la distorsione può essere stimata con opportuni algoritmi.

## Correzione delle distorsioni dovute alla ripresa
Una modalità per riportare in 2D una ripresa ottenuta da fotografia di uno spazio immagine in 3D, è quella di considerare una trasformazione omografica (detta anche Trasformazione di Möbius) con 8 parametri, costituita da opportune traslazioni, rotazioni, omotetie e inversioni; questa modalità, seppur molto semplice da realizzare, in quanto si tratta semplicemente di implementare l'algoritmo in maniera informatica e fornire in input la fotografia, non corregge bene gli errori dovuti alla non planarità del terreno, in quanto differenze di livello neanche troppo marcato (dell'ordine di poche decine di metri) causano deformazioni comunque intollerabili.
Il problema di questa metodologia è che si effettua un raddrizzamento tenendo conto del piano medio dell'area considerata e quindi, man mano che ci allontana da questo piano, la distorsione cresce: per ovviare a tale problema si procede secondo la tecnica di raddrizzamento per punti, ovvero vengono raddrizzate aree molto più piccole a cui sono associati dei punti di controllo, ovvero strutture realmente presenti sul territorio, considerando come piano medio quello della singola areola; in tal modo, la giustapposizione di ogni area, singolarmente raddrizzata, genera un'immagine ortorettificata.
Questa modalità, sebbene più complessa per la realizzazione, sia perché necessita di punti di controllo, sia perché più pesante dal punto di vista computazionale, produce immagini di qualità molto superiore e può essere utilizzata anche per ortorettificare immagini di aree con grandi dislivelli, come zone collinari e montane.